# Occlusion dentaire
Vous pouvez aider à l'améliorer ou bien discuter des problèmes sur sa page de discussion.
- Il peut contenir un travail inédit ou des déclarations non vérifiées. Vous pouvez l’améliorer en ajoutant des références. (Marqué depuis octobre 2019)

Vous pouvez aider à l'améliorer ou bien discuter des problèmes sur sa page de discussion.
- Son contenu est peut-être sujet à caution et doit absolument être sourcé. Si vous connaissez le sujet traité ici, vous pouvez le retravailler à partir de sources pertinentes en utilisant notamment les notes de bas de page. (Marqué depuis octobre 2019)
- Certaines informations devraient être mieux reliées aux sources mentionnées dans la bibliographie ou les liens externes. Améliorez sa vérifiabilité en les associant par des références. (Marqué depuis novembre 2007)
- Il ne s’appuie pas, ou pas assez, sur des sources secondaires ou tertiaires. (Marqué depuis octobre 2019)
- Il doit être débarrassé d’une partie de son jargon. Sa qualité peut être largement améliorée en utilisant un vocabulaire directement compréhensible par le plus grand nombre. (Marqué depuis octobre 2019)
- Il semble faire la promotion d'une idée ou d'une idéologie. Le texte doit adopter un ton neutre et encyclopédique. (Marqué depuis octobre 2019)
- Il a besoin d'un nouveau plan. (Marqué depuis octobre 2019)

- Archive Wikiwix
- Bing
- Cairn
- DuckDuckGo
- E. Universalis
- Gallica
- Google
- G. Books
- G. News
- G. Scholar
- Persée
- Qwant
- (zh) Baidu
- (ru) Yandex
- (wd) trouver des œuvres sur Wikidata

L'occlusion dentaire (latin : occludere = enfermer ; claudere = fermer) est la manière dont les dents mandibulaires (mâchoire du bas) s’engrènent avec les dents maxillaires (mâchoire du haut). L'occlusion dentaire est impliquée dans les fonctions de mastication, de déglutition, de phonation ainsi que dans l'équilibre postural.
Une occlusion dentaire équilibrée permet une « posture physiologique de repos de la mandibule par rapport au maxillaire, posture où les fibres des muscles masticateurs et faciaux prennent leur longueur physiologique de repos. La contraction musculaire est faible et symétrique. Cette position de repos est stable et répétitive lorsque l'OIM (occlusion d'intercuspidiation maximale) est en harmonie neuromusculaire ».
L'équilibre occlusal peut-être perturbé par des interférences dentaires, des dents en sur-occlusion ou en sous-occlusion. Une mal-occlusion va déséquilibrer l'ouverture et la fermeture de la mandibule et provoquer des troubles des ATM (Articulation temporo-mandibulaire). Cependant, les symptômes dus à une mauvaise occlusion dentaire se répercutent au-delà des tensions des muscles de l'appareil manducateur. L'occlusion dentaire est impliquée dans des symptômes aussi variés que les acouphènes ou les troubles posturaux.
La dynamique occlusale s'inscrit dans les limites de la physiologie neuromusculaire : elle concerne toutes les positions et mouvements de la mâchoire inférieure, depuis la position de repos physiologique de tous ses muscles, jusqu'à la position réflexe d'intercuspidie maximale : c'est la relation myodéterminée asymptomatique, ou RMDA (occlusodontologie).

## Historique

### L'école américaine
- 1898 – Classification d’E.H. Angle. C'est une description des rapports artificiels entre les deux arcades dentaires. À partir de modèles en plâtre des deux maxillaires, disposés par les mains de l'opérateur (juxtaposition iatrogène) dans une des intercuspidations maximales (occlusion dentaire), le praticien observe les rapports antéropostérieurs entre les canines antagonistes et entre les cuspides dans le couple dento-dentaire des premières molaires permanentes. Pour cet auteur, la race blanche américaine était également la plus représentative des formes et contours harmonieux donnés aux statues du dieu grec Apollon. Bien que désuète et non scientifique, cette "harmonie occlusale" d’E.H. Angle est toujours d’actualité en Orthopédie dento-faciale (ODF), en Chirurgie maxillo-faciale (CMF) et en radiologie protocolaire (téléradiographie de profil).
- 1924 – “Beverly B. McCollum discovered the first positive method of locating the Hinge Axis, a milestone in dental research”
- 1930 – “Charles Stuart and Beverly B. McCollum developed the first semi-adjustable articulator called the McCollum Gnathoscope”
- 1936 - Création de la Gnathology Society : “McCollum and Stuart devoted so much of their time and money to the development of Gnathology, a new science”
- 1948 - National Institute of Dental and Craniofacial Research (NIDCR), branche du National Institute of Health (NIH) : « NIDCR provides leadership for a national research program designed to understand, treat, and ultimately prevent the infectious and inherited craniofacial-oral-dental diseases and disorders that compromise millions of human lives ».
- 1964 - Création de l' International Academy of Gnathology, American Section (IAG AS) : « The “Science of Occlusion” is considered one of the most complex and difficult subjects in dentistry. Therefore it is seldom taught in dental schools to the degree that it should be and most graduates leave school with a very limited understanding of occlusion ». Cette académie survit principalement grâce aux cotisations généreuses de ses membres.
- 1971 – Création de l’International Academy of Gnathology, European Section (IAG ES), un copié-collé de la section américaine (AG AS).
- 1996 – Première prise de conscience objective de l’inefficacité, voire l’inutilité de la « pensée occlusale » de l'école dentaire américaine, puisque celle-ci se base uniquement sur des classifications de symptômes (signes), mais sans jamais en chercher la(les) cause(s) anatomo-physiologique(s): "There are significant problems with present diagnostic classifications of TMD, because these classifications appear to be based on signs and symptoms rather than on etiology".
- 2004 – Faute de membres cotisants, l’IAG ES, met définitivement la clé sous le paillasson: « 5. Dissolution of the IAG Europe. The Secretary General considers to liquidate the IAG Europe by the End of 2004 and to propose the dissolution to the General Assembly in Lyon ».
- 2010 – “The mission of the National Institute of Dental and Craniofacial Research (NIDCR) is to improve oral, dental and craniofacial health through research, research training, and the dissemination of health information” : « For most people, discomfort from TMJ disorders will eventually go away with little or no treatment ». Devant ce non traitement collectif, le patient deviendrait son propre thérapeute.
- L’American Association of Dental Research approuve en 2010 sa déclaration des principes de traitement datant de 1996 : « Les traitements sont basés sur l’utilisation de modalités thérapeutiques conservatrices et réversibles. L’évolution naturelle de nombreux cas de DAM suggèrent qu’ils ont tendance à s’améliorer ou à se résoudre avec le temps. L’intervention professionnelle doit être complétée de programmes d’auto prise en charge, au cours desquels les patients sont informés de leur maladie et éduqués quant à la manière de gérer leurs symptômes »[2].

### Les écoles européennes

#### Angleterre
Évolutions anglo-saxonnes de la Médecine fondamentale :
- 1917 – Découverte du réflexe mandibulaire chez le chat décérébré (C.S. SHERRINGTON).
- 1932 – C.S. SHERRINGTON reçoit le Prix Nobel de Physiologie pour ses travaux.
- 1953 – Finalisation de la découverte du cycle de l’acide citrique et son auteur, H.A. KREBS, reçoit le Prix Nobel de Biochimie. Ces travaux vont permettre de comprendre la fonction musculaire physiologique et ses frontières avec la fatigue musculaire, ou crampe, au sein de la manducation (mécanique des mâchoires)

Mystérieusement, l’école dentaire américaine (IAG, Gnathology) et l'orthodontie (E.H. Angle) ne se feront jamais le porte-parole de ces deux découvertes, pourtant capitales, en Médecine générale :
- Fondée en 1936 : "The "Science of Occlusion" is considered one of the most complex and difficult subjects in dentistry. Therefore it is seldom taught in dental schools to the degree that it should be and most graduates leave school with a very limited understanding of occlusion" (International Academy of Gnathology, American Section).
- Selon les auteurs (IAG, American Section), ce qui précède serait toujours valable au 3ème millénaire : soit une belle porte de sortie américaine avant d'oser entrer dans le vif du sujet médical.
- Fondée en 1971, lInternational Academy of Gnathology Europe est "morte" en 2004 par dissolution, faute de membres cotisants [dernière adresse connue: Schwanengasse 4-P.O. Box 6865, CH-3001 Bern Switzerland, Tel. +41 31 311 09 88, Fax +41 26 413 41 83, (ancien) Site web: http://www.gnatho-europe.org ].

#### France
- En clinique dentaire, A. JEANMONOD a développé l'occlusodontologie au contact de centaines de patients et en regard des bases fondamentales de la Médecine générale.
- Sous la pression de ses nombreux élèves, français et belges (R. STREEL, Directeur de lÉcole liégeoise d'Occlusodontologie et de Prothèse implantaire, ELOPI, 1980-2007), une synthèse livresque est apparue en 1988: "Occlusodontologie, Applications cliniques", CDP, Paris (France).

#### Union européenne
- Enseignements universitaires:
  - soit c’est le règne américanisé qui prime dans l’enseignement universitaire traditionnel (cours de Gnathologie) ou dans diverses sociétés, scientifiques ou non (IAG European Section, 1971-2004),
  - soit c’est une approche thérapeutique clinique spécifique qui parvient à se structurer, via les bases fondamentales de la Médecine générale.
  - Cependant, les vieilles habitudes théoriques de lOncle Sam sont difficiles à détrôner : autant dire que c’est « David contre Goliath ».

- Bien que les écoles universitaires tardent à emboîter le pas, la législation européenne impose, depuis 1978, l'enseignement d'une "occlusion dentaire et fonction masticatrice":
  - 31978L0686 - Directive 78/686/CEE du Conseil, du 25 juillet 1978, visant à la reconnaissance mutuelle des diplômes, certificats et autres titres du praticien de l'art dentaire et comportant des mesures destinées à faciliter l'exercice effectif du droit d'établissement et de libre prestation de services.
  - 31978L0687 - Directive 78/687/CEE du Conseil, du 25 juillet 1978, visant à la coordination des dispositions législatives, réglementaires et administratives concernant les activités du praticien de l'art dentaire.
  - Régime de reconnaissance des qualifications professionnelles: Directive 2005/36/CE du Parlement européen et du Conseil du 7 septembre 2005 relative à la reconnaissance des qualifications professionnelles, Journal officiel de l'Union européenne, L 255/22, 30 septembre 2005.
  - Infractions à la législation européenne.
  - Source : Commission européenne / Marché intérieur / Services / Qualifications professionnelles.

### Les apports de l'occlusodontie fonctionnelle
A la fin des années 80, émerge en France un courant fonctionnaliste. S’appuyant sur les exigences de la "médecine par les preuves", Rinchuse constate que dans les observations classiques "il n’est pas demandé au sujet de mastiquer de déglutir ou d’exercer un quelconque mouvement para-fonctionnel” (Rinchuse et al. 2007). Il en déduit que “la terminologie, la nomenclature et le concept de protection canine, comme celui de fonction groupe, ou d’occlusion balancée, peuvent être récusés".
Les recherches cliniques de Le Gall et Lauret établissent un nouveau modèle de fonctionnement naturel, fondé sur la mastication (Lauret et Le Gall 1994,1996; Le Gall et col. 1994; Le Gall 2007, Le Gall et Lauret 1998, Le Gall et Lauret 2011; Le Gall 2013) et la déglutition (Le Gall et al 2010, Le Gall 2013).
"La simulation et l’observation de la mastication montre que la phase occlusale des cycles est en orientation centripète et qu’avec le recrutement des muscles élévateurs, des contacts sont observés entre les dents postérieures, lors des mouvements limites, et qu’ils sont harmonieusement équilibrés sur toute l’étendue des face occlusales du côté mastiquant".
Pour les fonctionnalistes, la canine n'a qu'un rôle périphérique, c'est la première molaire est le moteur et le guide de la mastication.

## Bases fondamentales de la médecine

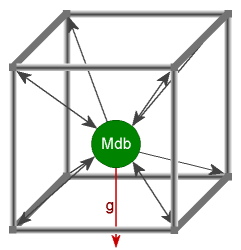
Fig. 1 - (tm) C.P.D. sprl, Brussels (Belgium), 1988.

### Anatomie (fig. 1)
- Les dents sont implantées sur la mâchoire inférieure et, à l'inverse du maxillaire supérieur, seul cet os est mobilisable par les muscles manducateurs.
- Chaque muscle a son antagoniste : lorsque le premier se met en contraction, l'action inverse, ou réaction, par le muscle antagoniste, est inhibée via les voies neuronales réflexes.
- La fonction musculaire physiologique est toujours régie par des voies réflexes (C.S. SHERRINGTON, 1917, 1932), totalement indépendantes de la volonté de l'individu.
- Les voies réflexes sont modulées par différentes sources, sensitives et sensorielles. Notamment, les propriocepteurs desmodontaux, ou organelles situées entre la dent et l'os, au sein du parodonte (périodonte).
- Les propriocepteurs desmodontaux ont une précision mécanique de l'ordre du centième ou du millième de millimètre, soit l'épaisseur d'un cheveu.
- Les propriocepteurs desmodontaux sont les déterminants de l'occlusion (A. JEANMONOD, 1988).
- La position dynamique spatiale réflexe de la mandibule (Mdb), ou posture mandibulaire, dépend des muscles masticateurs (m. temporal, m. masséter, m. ptérigoïfien interne, m. ptérygoïdien externe), des muscles sus-hyoïdiens, des muscles sous-hyoïdiens, des dix-sept muscles de la langue et de la gravité terrestre (g).
- Croissance et permutations dentaires de 6 à 14 ans : Bio-orthodontie. L’alignement physiologique des dents permanentes est favorisé par la combinaison de trois techniques :
  1. slices (tranches) sur les dents de lait pour libérer le passage d'une dent définitive,
  2. stripping des dents permanentes par réduction (0,5 mm) mésiale et distale de l'émail (1,6 mm d'épaisseur) et
  3. composites pour transformer une déglutition infantile en déglutition en dents serrées (REIOR et GAL, voy. déglutition atypique).

Sans jamais contrarier la fonction réflexe ni la Relation Myodéterminée Asymptomatique (RMDA), la bio-ortodontie oriente l'évolution et la mise en place harmonieuse des dents permanentes sur les arcades dentaires (croissance, maturation, REIOR et GAL : voy. déglutition atypique). Dans la bio-orthodontie, le moteur essentiel des déplacements dentaires est la fonction musculaire de la langue (forces centrifuges), des lèvres et des joues (forces centripètes) lors de la déglutition salivaire en dents serrées (1500 à 2000 déglutitions par jour).
- L'avantage essentiel de cette méthode combinée "slices-strippings-composites" est l'absence totale de toute récidive orthodontique et tout en respectant une fonction manducatrice physiologique (réflexe).
- L'inconvénient majeur est la durée du traitement : celle-ci s'opère tout au long de la phase de permutation dentaire (de 6 à 14 ans) et même bien au-delà (de 14 à 21 ans).

- Patience et longueur de temps font plus que forces et rage.

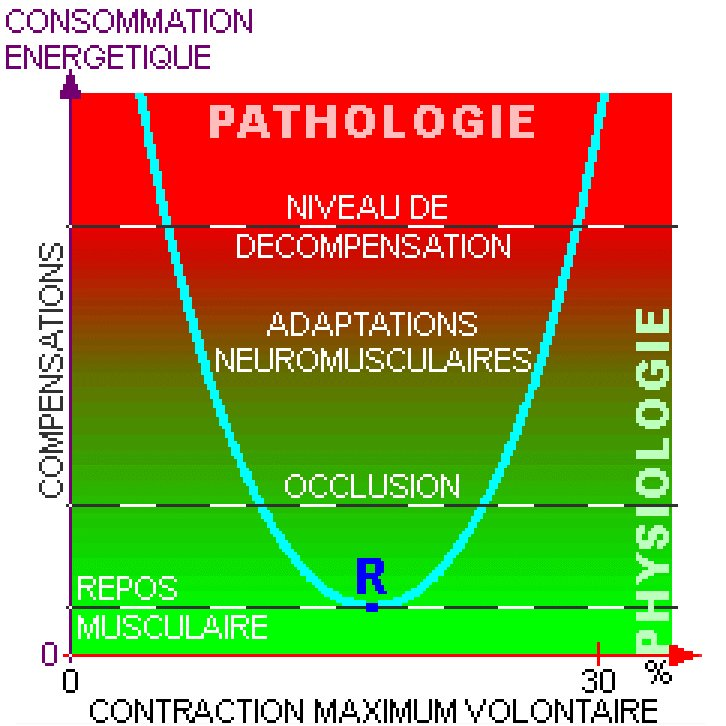
Fig. 2 - (tm) C.P.D. sprl, Brussels (Belgium), 1988.

### Physiologie et biochimie (fig. 2)
- Les conditions physiologiques sont remplies lorsque le système consomme le minimum d'énergie (ATP) : "R".
- Dans les conditions physiologiques, le travail musculaire alterne avec des phases suffisantes de repos. Dans ce cas, le système fonctionne en aérobiose.
- La dysfonction naît d'une phase insuffisante de repos, conjuguée à l'anaérobiose : production d'acide lactique. Il s'ensuit fatigues musculaires, gênes, crampes et douleurs (myalgies).
- Tout muscle, contracté à plus de 30 % de la contraction maximum volontaire, voit ses veines pincées : le débit sanguin intramusculaire s'arrête.
- L'absence d'un débit sanguin conduit le métabolisme cellulaire en anaérobiose (H.A. KREBS, 1953).
- La dysfonction occlusale concerne autant des rapports défavorables entre les dents supérieures et inférieures, que des chemins aléatoires d'ouvertures et de fermeture des mâchoires.
- La dysfonction occlusale et les parafonctions (bruxisme, succion du pouce, onycophagie, etc.) augmentent la consommation d'énergie (ATP) et au détriment de la phase de repos physiologique des muscles.

## Dents et occlusion réflexe

### Occlusion volontaire
Lorsque les dents sont en occlusion volontaire, on distingue sur les faces triturantes des dents, ou faces occlusales :
- les cuspides d'appui, ou cuspides travaillantes. Ce sont les cuspides qui s'appuient sur les dents antagonistes;
- les cuspides guides, ou cuspides non travaillantes. Ce sont les cuspides qui permettent de guider l'occlusion vers la fermeture complète, ou engrènement des arcades dentaires antagonistes (opposées);
- les cuspides palatines des dents maxillaires (supérieures) s'engrènent dans les fosses des dents mandibulaires (inférieures) ; les cuspides vestibulaires des dents mandibulaires s'engrènent dans les fosses des dents maxillaires.
- Le plus souvent, l'examen de l'occlusion volontaire se réalise sur des reproductions en plâtre des arcades dentaires, jointes par des cires occlusales (manipulations de P. DAWSON en Gnathologie) : les rapports entre les dents antagonistes ne sont pas constants d'une paire de cires occlusales à l'autre.

Différente de l'occlusion réflexe, l'occlusion volontaire ne représente qu'un intérêt purement didactique sur le plan clinique : faire mordre sur un papier carbone, bleu ou rouge, pour visualiser des contacts entre les couples dento-dentaires. L'analyse occlusale des patients ne peut jamais se limiter à l'étude de l'occlusion volontaire, pas plus qu'à des clichés instantanés de radiographie, ni à des modèles en plâtre volontairement juxtaposés (E.H. ANGLE et sa Classification, 1898). En fait, l'occlusion volontaire représente très peu d'intérêts pour les patients.
Or, c'est trop souvent le cas en Gnathologie depuis 1924 : l'extrême variabilité des rapports occlusaux conduit aux meulages sélectifs, gouttières occlusales, extractions préventives, contentions à vie (Orthodontie - ODF), chirurgie orthognathique (Chirurgie maxillofaciale), etc. ; mais sans jamais tenir compte des voies réflexes, ni de la perception proprioceptive du patient. Le plus souvent, ces pseudos traitements, seulement cautionnés par la Gnathologie, conduisent à une perturbation profonde de la fonction physiologique : ils induisent, révèlent ou aggravent surtout la dysfonction occlusale.

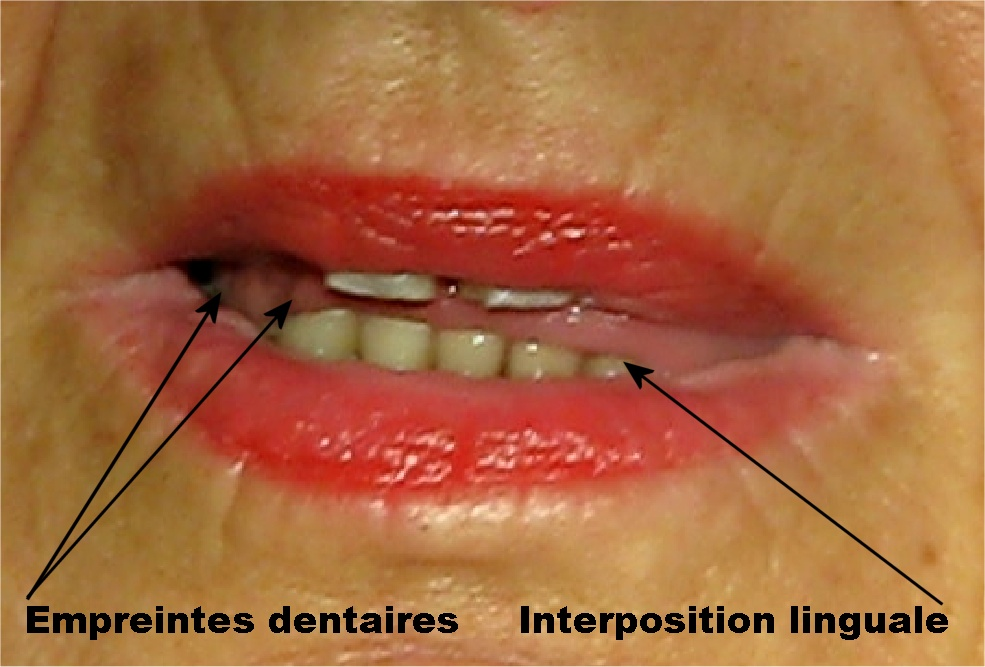
Fig. 3. Vidéographie numérique chez le patient adulte : empreintes dentaires et interposition linguale lors de la phonétique.
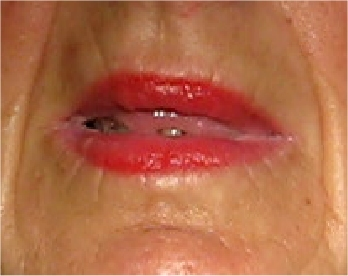
Fig. 4. Vidéographie numérique chez le patient adulte : interposition linguale phonétique : le patient se crée un plan de morsure naturel.
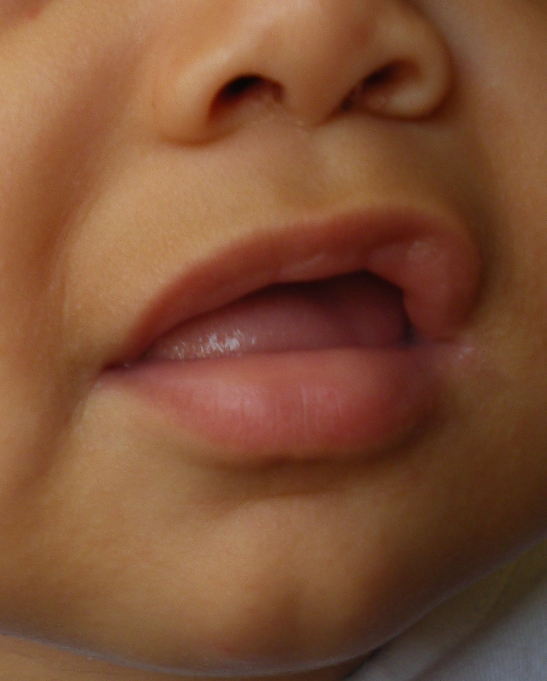
Fig. 5. Déglutition infantile : interposition linguale entre les deux arcades gingivales contenant les germes de la dentition lactéale.
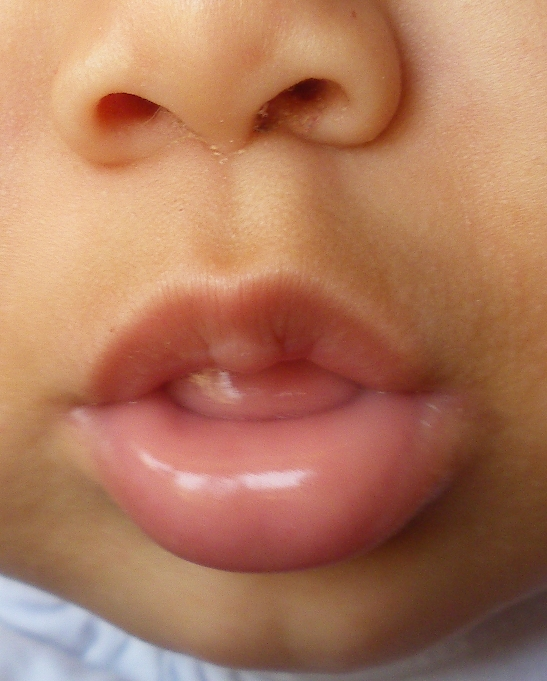
Fig. 6. Déglutition infantile : interposition linguale. Eversion de la lèvre inférieure et plastron mentonnier (nerf VII).

### Déglutition salivaire dysfonctionnelle
La déglutition salivaire atypique n'est qu'une prolongation, chez l'adulte, de la déglutition infantile. Dans toute fonction buccale, la langue s'interpose toujours entre les deux arcades dentaires antagonistes et il n'y a jamais occlusion réflexe des dents mandibulaires sur les dents maxillaires (Fig. 3 et 4), ni même stimulation dento-dentaire des mécanorécepteurs, ou propriocepteurs desmodontaux. Ces interpositions linguales, permanentes entre les deux arcades, induisent des migrations dentaires par pressions centrifuges omnidirectionnelles : versions, égressions, translations, récidives orthodontiques, etc. Par conséquent, les rapports entre les deux arcades dentaires sont variables à merci : le patient ne sait plus « comment mettre ses dents »' et ceci contribue à un stress permanent. Plus de trois quarts de la population sont touchés par la déglutition dysfonctionnelle, mais seulement 15 à 17 % d'entre eux présenteront, peut-être un jour, les signes majeurs de la maladie occlusale : mal de tête, douleurs dans la nuque et le dos, craquement des articulations des mâchoires ("ATM"), difficultés pour ouvrir la bouche, fatigue générale, ronflement, accentuation des acouphènes, etc.
En présence d'une déglutition dysfonctionnelle, toute occlusion volontaire (voir ci-dessus) n'est nullement représentative des conditions naturelles et tout traitement, imposé par cette voie iatrogène, est toujours intempestif. D'où l'importance fondamentale d'un diagnostic correct du type de déglutition salivaire.
Au début de la vie, les organes dentaires sont absents dans la cavité buccale, alors que la dimension verticale est déjà présente : la déglutition du liquide amniotique débute vers le quatrième mois de la grossesse (Fig. 5 et 6). À l'inverse des dogmes produits par la Gnathologie depuis 1924, la dimension verticale, ou distance nez-menton, est donc plus le résultat, depuis la naissance, du travail réflexe produit par la langue entre les maxillaires (découverte des réflexes : C.S. SHERRINGTON, 1917), que la simple juxtaposition volontaire iatrogène des deux arcades dentaires ("DVO", Gnathologie).

### Déglutition salivaire fonctionnelle et occlusion réflexe
L'individu sécrète un litre et demi de salive par jour, soit un peu moins d'une demi tonne de cette sécrétion par an. Par voies réflexes diurnes et nocturnes, 1500 à 2000 déglutitions quotidiennes sont nécessaires pour transférer chaque bol salivaire de la cavité buccale vers l'œsophage. La fréquence correspond à une déglutition salivaire toutes les minutes. Parmi toutes les fonctions buccales, la déglutition salivaire représente le travail le plus important, en matière de consommation énergétique (Fig. 2).
L'occlusion réflexe des arcades dentaires ne se manifeste qu'au cours de la déglutition salivaire fonctionnelle, dite "en dents serrées" (Occlusodontologie). En fait, l'occlusion réflexe stabilise la mâchoire inférieure sur l'arcade dentaire supérieure. Seule cette configuration spatiale des deux arcades dentaires est stable dans le temps : elle permet à la langue de prendre appui sur un plancher buccal rigide, ou muscle mylohyoïdien tendu, pour évacuer le bol salivaire en haut et en arrière, de la voûte palatine vers l'oropharynx. Dans ces conditions strictement physiologiques, l'occlusion réflexe des dents dure 0,485 milliseconde (A. JEANMONOD). Cette occlusion physiologique des dents antagonistes est parfaitement reproductible au millième de millimètre près. Seulement dans ce cas, la consommation énergétique (ATP) est minimale (R) et des plus rentables.

## Différents types d'occlusions dentaires
On distingue :
- l'occlusion statique, muscles de la mâchoire inférieure au repos physiologique (59,5 secondes par minute) ou muscles mandibulaires en contraction isométrique (occlusion sensu stricto ou occlusion réflexe, 0,5 seconde par minute, 1 500 à 2 000 fois par jour) ;
- l'occlusion dynamique, muscles de la mâchoire inférieure en contractions combinées, isotoniques et isométriques ;
- l'occlusion volontaire, ou état de fermeture des deux arcades dentaires demandée au patient par le dentiste ou par le médecin radiologue. L’acte volontaire est à proscrire dans les diagnostics et traitements de la malocclusion, parce qu’il n’est pas constant, et donc, non reproductible ;
- l'occlusion réflexe, ou occlusion naturelle saine ou occlusion physiologique. Celle-ci n’est possible que si les muscles, qui mobilisent la mâchoire inférieure, ou muscles manducateurs, ont une phase de repos physiologique suffisante, soit d'une durée proche de 59,5 secondes par minute ;
- dans l'occlusion des deux arcades dentaires, ou état de fermeture statique, les canines jouent un rôle protecteur prépondérant par la concentration élevée des propriocepteurs desmodontaux, ou petits éléments sensoriels, situés entre la racine de cette dent et l'os alvéolaire : ceux-ci sont précis au centième de millimètre, voir au micromètre (millième de millimètre). À la première alerte, le réflexe d'ouverture mandibulaire de SHERRINGTON (1917) évite aux arcades dentaires de s'entrechoquer brutalement et ceci préserve l'émail des dents.

## Relation myodéterminée
Tous la patients, qui présentent une déglutition salivaire dysfonctionnelle (75 % de la population), ou interpositions linguales entre les arcades dentaires opposées, ne se plaignent pas nécessairement des signes de la maladie occlusale. Dans ce cas, bien que la relation est myodéterminée symptomatique, les relations sociales n'en sont pas perturbées. Il n'y a donc aucun traitement à prodiguer. Tout au plus, on peut favoriser le maintien de cette situation déséquilibrée.
En l'absence du diagnostic correct de cette relation myodéterminée symptomatique, tout traitement intempestif peut devenir le révélateur de la maladie occlusale : obturation dentaire, orthodontie (ODF), chirurgie maxillo-faciale.
Dans la relation myodéterminée asymptomatique, ou "RMDA", le patient ne se plaint de rien et ses relations sociales sont parfaites. Comme le diagnostic occlusal ne révèle rien, il n'y a certainement aucun traitement à prodiguer. Malheureusement, ceci n'empêche nullement de rencontrer des malocclusions d'origine iatrogène : meulages sélectifs intempestifs, traitement orthodontique à but esthétique excessif (ODF), etc.
Dans une restauration prothétique fixe (couronnes métallo-céramiques unitaires), l'occlusion des arcades dentaires montre, de chaque côté, des contacts entre les dents des couples canines (1x), point de départ de la guidance canine pure ou de groupe, couples prémolaires (2x) et couples molaires (2x). Dans l'intercuspidation maximale en RMDA, peu importe que les contacts interarcades se manifestent sur les cuspides d'appui ou sur les cuspides guides définies par la Gnathologie : ce sont tous les contacts répartis sur l'ensemble des arcades dentaires qui assurent la stabilité occlusale des deux maxillaires.
Une attention maximale est portée sur l'élimination rigoureuse des guidances non travaillantes, sources constantes de dysfonctions ou de parafonctions. La guidance non travaillante est une prémolaire ou une molaire qui désengrène la guidance canine lors d'un mouvement de latéralité ou de protrusion. De son côté, le patient traduit l'existence de la RMDA par un confort inégalé depuis le placement de la restauration prothétique. Après le scellement définitif des prothèses, à l'aide d'un ciment "pierre", tous ces ajustages nécessitent du temps : plusieurs consultations sont nécessaires et elles seront espacées d'au moins vingt-quatre heures chacune. Ceci donne du répit au patient pour prendre conscience de toute imperfection et laisse le temps aux corrections d'apporter une parfaite satisfaction.

## Malocclusion et dysfonction
Gnathologie : une malocclusion dentaire, peut entraîner diverses pathologies qui entraînent à leur tour des troubles de l'articulation temporo-mandibulaire ou Syndrome algodysfonctionnel de l'appareil manducateur. (Dental Distress Syndrome). La malocclusion dentaire est une pathologie qui se traduit par une pousse anormale des dents, ce qui perturbe considérablement la fonction musculaire des mâchoires, créé de graves problèmes jusqu'à : douleurs intenses et discontinues s'aggravant au mouvement, difficulté extrême à fermer la bouche et serrer les dents, problèmes respiratoires (difficulté respiratoire et respiration buccale), problèmes cardiaques, faiblesse, épuisement, stress intense, dépression, insomnie, tachycardie, idées suicidaires, etc. Elle peut aussi être iatrogène après des extractions sauvages, sur des personnes en croissance de surcroît[réf. nécessaire].
La dysfonction occlusale touche non seulement les dents, mais également et surtout les muscles posturaux et les circuits réflexes qui commandent ces muscles. Cette dysfonction débute souvent lors de la mise en place des dents définitives, entre six et douze ans (permutations dentaires). La déglutition salivaire infantile en est la cause la plus fréquente : en stoppant prématurément l'éruption dentaire verticale, elle induit une infraclusion organique (JEANMONOD, Occlusodontologie) par 1500 à 2000 passages horizontaux de la langue entre les deux arcades dentaires lors de la phase de permutations dentaires (âge : de 6 à 14 ans).
À l'examen par vidéographie numérique, on constate que la déglutition atypique touche plus de 75 % de la population adolescente. À l'âge adulte, seuls 15 à 17 % de ces dysfonctions vont développer la maladie occlusale vraie : gênes, douleurs ou crampes musculaires qui s'intensifient au fil de la journée. Silencieux au départ, ces signes sont révélés à l'occasion d'un soin dentaire (obturation, extraction, meulage sélectif, traitement orthodontique, etc.), voire exacerbés lors des repas ou au décours de la soirée.
Globalement, ces myalgies sont à prédominance unilatérale, gauche ou droite. Elles peuvent concerner la tête (tempes, douleurs en casque), la nuque, les épaules, le dos ou les membres. Les douleurs ainsi que de graves problèmes posturaux finissent par s'opposer à l'endormissement ou à tout sommeil réparateur, ce qui induit une fatigue diurne (somnolence des routiers). À la longue, l'épuisement s'installe et les relations sociales en sont fortement perturbées : familiales et professionnelles. Les consultations médicales se multiplient, mais sans apporter le moindre remède efficace. Le patient s'isole, déprime de plus en plus et, à défaut de tout traitement étiologique efficace, le suicide peut aussi apparaître, pour le patient dépressif, comme l'ultime solution salvatrice.[réf. nécessaire]

### Facteurs de dégradation de l'occlusion
- La déglutition salivaire infantile qui interrompt prématurément le décours normal de l'éruption des dents définitives au cours de la phase des permutations dentaires (âges civils : de 6 à 14 ans).
- La déglutition salivaire atypique, ou prolongement à l'âge adulte de la déglutition infantile, induit une migration insidieuse des dents.
- Toute réduction du temps de repos physiologique des muscles responsables de la posture des mâchoires (muscles manducateurs), voire la disparition pure et simple de ce repos musculaire, est le cofacteur essentiel conduisant à la malocclusion des dents. Ceci s'explique par la mise en place de compensations successives, statiques et dynamiques, ou cercles vicieux dégradant de plus en plus les structures anatomiques et la fonction manducatrice
- Extractions dentaires sauvages ou non compensées
- Dents abîmées génératrices d'une inocclusion ou sous-occlusion (absence de contact avec la ou les dents antagonistes)
- Bruxisme (grincements de dents) générateur d'une usure prématurée des dents
- Soins iatrogènes (obturation ou prothèse inadaptée, en surocclusion ou en inocclusion)
- Meulages sélectifs, une tradition liée à l'enseignement de la Gnathologie (McCollum, 1924)
- Traitement d'orthodontie débuté trop tard, les extractions de dents saines étant un facteur aggravant
- Extraction de dent de sagesse
- Chirurgies maxillaires qui ne prennent pas en compte l'indispensable temps de repos physiologique des muscles manducateurs ou qui ne donnent pas la priorité au caractère réflexe de la fonction manducatrice

### Conséquences d'une dysfonction occlusale ("malocclusion")
- Nécroses aseptiques de dents, à la suite de microtraumatismes répétés.
- Récession parodontale ou déchaussement d'une ou de plusieurs dents, d'origine non infectieuse.
- Mise en souffrance et dysfonction de l'articulation temporo-mandibulaire (craquements, douleurs, ressauts).
- Vrille et déséquilibre de la posture se traduisant par des problèmes musculo-tendineux (recours inconscient aux semelles orthopédiques[Quoi ?], contractures, claquages, foulures, tendinite, arthrite, arthrose).
- Dyskinésie oculomotrice et troubles de l'accommodation visuelle.
- Maux de tête, céphalées, migraines, douleurs posturales diverses, dans les muscles cervicaux (nuque) et les épaules en particulier.
- Ronflements, apnée du sommeil, acouphènes
- Dégradation à terme de l'état général avec évolution possible vers la fibromyalgie dans sa forme de fatigue chronique[Quoi ?].
- Sommeil perturbé par les myalgies posturales (douleurs musculaires, crampes) et surtout en fin de journée : endormissement pénible, réveils nocturnes, fatigue chronique et dépression.